# Maurice Perrin
Maurice Joseph Jean Perrin (ur. 26 października 1911 w Paryżu, zm. 2 stycznia 1992 w Plaisir) – francuski kolarz torowy i szosowy, złoty medalista olimpijski.

## Kariera
Największy sukces w karierze Maurice Perrin osiągnął w 1932 roku, kiedy wspólnie z Louisem Chaillotem zdobył złoty medal w wyścigu tandemów podczas igrzysk olimpijskich w Los Angeles. W zawodach tych Francuzi pokonali w finale drużynę Wielkiej Brytanii w składzie: Ernest Chambers i Stanley Chambers. W 1931 roku zwyciężył w Grand Prix Kopenhagi. Startował również w wyścigach szosowych, ale nie odnosił większych sukcesów. Nigdy nie zdobył medalu na szosowych ani torowych mistrzostwach świata.